# شیراک پوغوسیان
شیراک پوغوسیان (ارمنی: Շիրակ Պողոսյան؛ زادهٔ ۲۴ سپتامبر ۱۹۶۹) ورزشکار دو و میدانی در رشته پرش طول اهل ارمنستان است. وی در بازی‌های المپیک تابستانی ۲۰۰۰ در پرش طول مردان به رقابت پرداخت. بهترین پرش پوغوسیان ۸.۰۸ متر می‎‌باشد که در سال ۲۰۰۰ به آن دست یافته است.